# Villeneuve, Vaud
Villeneuve är en ort och kommun vid Genèvesjön i distriktet Aigle i kantonen Vaud, Schweiz. Kommunen har 6 052 invånare (2023).